# اولی‌قشلاق (کلیبر)
اولی‌قشلاق یکی از روستاهای استان آذربایجان شرقی است که در دهستان مولان بخش مرکزی شهرستان کلیبر واقع شده‌است.